# Torre de pràctiques de Durham
La torre de pràctiques de Durham és un edifici de Durham, Carolina del Nord, construït el 1928 com a torre de pràctiques per als bombers, que juntament amb el garatge proper, construït el 1927, formen un conjunt catalogat al Registre Nacional de Llocs Històrics dels Estats Units.

## Història
La torre va ser dissenyada el 1927 per l'equip d'arquitectes Atwood i Nash, de Chapel Hill, i es va acabar de construir el 1928. Va ser utilitzada pels bombers per a fer pràctiques d'incendis durans més de 40 anys, fins que el 1983 es van traslladar als afores de la ciutat. L'edifici després es va utilitzar com a magatzem o sense ús.
La torre, juntament amb el garatge, va ser comprada per la immobiliària Todd Zapolski que va rehabilitar les façanes.

## Arquitectura
És un edifici estret de sis pisos, amb la façana de maó vist i forjats de formigó. Presenta pilastres, arcs cecs i obertures d'espadanya d'arc rodó. D'estil italianitzat i romànic, inspirat en les fàbriques de cotó properes que hi havia a l'època.